# Tozzia alpina
Espèce
Classification phylogénétique
La Tozzie des Alpes, ou Tozzia alpina, est une espèce de plante du genre Tozzia et de la famille des scrophulariacées.